# کوردیلرا (کلرادو)
کوردیلرا (به انگلیسی: Cordillera) یک منطقهٔ مسکونی در ایالات متحده آمریکا است که در شهرستان ایگل، کلرادو واقع شده‌است.